# Batalla d'Adrianòpolis (1365)
La Batalla d'Adrianòpolis  va resultar una victòria tàctica per a les tropes otomanes de l'emir Murad I sobre l'Imperi Romà d'Orient, en temps de l'emperador Joan V Paleòleg. La data varia segons les fonts entre els anys 1361 a 1362, 1367 i 1371. Darrerament es tendeix a creure que fou vers 1362.
Després de mig segle de derrotes a mans dels otomans, els romans d'Orient havien perdut gairebé totes les seves possessions a Anatòlia. L'accés al mar Egeu i de Màrmara significava que els otomans ara podria posar en pràctica la conquesta del Peloponès, Grècia i més al nord a Sèrbia i Hongria. Gallipoli es va convertir en cap de pont a Europa el 1354, i Adrianòpolis va caure en 1361.
Immediatament després de la batalla, els otomans van traslladar la seva capital de Bursa a Adrianòpolis. Això va permetre una ubicació central des de la qual llançar atacs que van col·lapsar l'Imperi Serbi i l'Imperi Búlgar.